# Rio Open 2023
Rio Open presented by Claro 2023 byl tenisový turnaj hraný na mužském profesionálním okruhu ATP Tour v Jockey Clubu Brasileiro. Devátý ročník Rio Open probíhal mezi 20. až 26. únorem 2023 v brazilském Riu de Janeiru na otevřených antukových dvorcích.
Turnaj dotovaný 2 178 900 dolary patřil do kategorie ATP Tour 500. Nejvýše nasazeným singlistou se stal druhý tenista světa Carlos Alcaraz ze Španělska. Jako poslední přímý účastník do dvouhry nastoupil chilský 87. hráč žebříčku Cristian Garín. V důsledku invaze Ruska na Ukrajinu na konci února 2022 řídící organizace tenisu ATP, WTA a ITF s grandslamy rozhodly, že ruští a běloruští tenisté mohli dále na okruzích startovat, ale do odvolání nikoli pod vlajkami Ruska a Běloruska.
Pátý singlový titul na okruhu ATP Tour a první v kategorii ATP 500 vybojoval 27letý Brit Cameron Norrie, který ve finále oplatil Alcarazovi týden starou porážku z téže fáze Argentina Open. Oba se tak stali první dvojicí ve finále dvou navazujících turnajů ATP Tour od Djokoviće s Murraym na Rome Masters a Madrid Masters 2016. Čtyřhru ovládli  Argentinci Máximo González a Andrés Molteni, kteří získali třetí společnou trofej.

## Rozdělení bodů a finančních odměn

### Rozdělení bodů
| Soutěž  | Soutěž      | vítězové | finalisté | semifinalisté | čtvrtfinalisté | 16 v kole | 32 v kole | Q  | Q2 | Q1 |
| ------- | ----------- | -------- | --------- | ------------- | -------------- | --------- | --------- | -- | -- | -- |
| dvouhra | [ 1 ] [ 5 ] | 500      | 300       | 180           | 90             | 45        | 0         | 20 | 10 | 0  |
| čtyřhra | [ 6 ]       | 500      | 300       | 180           | 90             | 0         | —         | —  | —  | —  |

### Finanční odměny
| Soutěž                              | Soutěž      | vítězové  | finalisté | semifinalisté | čtvrtfinalisté | 16 v kole | 32 v kole | Q2      | Q1      |
| ----------------------------------- | ----------- | --------- | --------- | ------------- | -------------- | --------- | --------- | ------- | ------- |
| dvouhra                             | [ 1 ] [ 5 ] | 376 620 $ | 202 640 $ | 108 000 $     | 55 170 $       | 29 455 $  | 15 710 $  | 8 050 $ | 4 515 $ |
| čtyřhra                             | [ 6 ]       | 123 710 $ | 65 980 $  | 33 380 $      | 16 690 $       | 8 640 $   | —         | —       | —       |
| částka ve čtyřhře je uvedena na pár |             |           |           |               |                |           |           |         |         |

## Mužská dvouhra

### Nasazení
| Stát                          | Hráč                 | ATP | Nasazení |
| ----------------------------- | -------------------- | --- | -------- |
| Španělsko                     | Carlos Alcaraz       | 2.  | 1.       |
| Spojené království            | Cameron Norrie       | 12. | 2.       |
| Itálie                        | Lorenzo Musetti      | 20. | 3.       |
| Argentina                     | Francisco Cerúndolo  | 30. | 4.       |
| Argentina                     | Diego Schwartzman    | 32. | 5.       |
| Argentina                     | Sebastián Báez       | 36. | 6.       |
| Španělsko                     | Albert Ramos-Viñolas | 44. | 7.       |
| Argentina                     | Federico Coria       | 49. | 8.       |
| Slovensko                     | Alex Molčan          | 51. | 9.       |
| Žebříček ATP k 13. únoru 2023 |                      |     |          |

### Jiné formy účasti
Následující hráči obdrželi divokou kartu do hlavní soutěže:
- Mateus Alves
- Thomaz Bellucci
- João Fonseca

Následující hráči nastoupili pod žebříčkovou ochranou:
- Hugo Dellien
- Dominic Thiem

Následující hráč obdržel do hlavní soutěže zvláštní výjimku:
- Juan Pablo Varillas

Následující hráči postoupili z kvalifikace:
- Facundo Bagnis
- Tomás Barrios Vera
- Hugo Gaston
- Nicolás Jarry

Následující hráč postoupil z kvalifikace jako šťastný poražený:
- Juan Manuel Cerúndolo

### Odhlášení
před zahájením turnaj
- Federico Coria → nahradil jej  Juan Manuel Cerúndolo
- Guido Pella → nahradil jej  Dušan Lajović

## Mužská čtyřhra

### Nasazení
| Stát                          | Hráč                 | Stát      | Hráč                 | ATP | Nasazení |
| ----------------------------- | -------------------- | --------- | -------------------- | --- | -------- |
| Brazílie                      | Rafael Matos         | Španělsko | David Vega Hernández | 54. | 1.       |
| Kolumbie                      | Juan Sebastián Cabal | Brazílie  | Marcelo Melo         | 63. | 2.       |
| Itálie                        | Simone Bolelli       | Itálie    | Fabio Fognini        | 64. | 3.       |
| Portugalsko                   | Francisco Cabral     | Argentina | Horacio Zeballos     | 74. | 4.       |
| Žebříček ATP k 13. únoru 2023 |                      |           |                      |     |          |

### Jiné formy účasti
Následující páry obdržely divokou kartu do hlavní soutěže:
- Thomaz Bellucci /  Thiago Monteiro
- Marcelo Demoliner /  Felipe Meligeni Alves

Následující pár postoupil z kvalifikace:
- Nikola Ćaćić /  Andrea Pellegrino

Následující pár postoupil z kvalifikace jako šťastný poražený:
- Mateus Alves /  João Fonseca

### Odhlášení
před zahájením turnaje
- Federico Coria /  Diego Schwartzman → nahradili je  Tomás Martín Etcheverry /  Diego Schwartzman
- Marcel Granollers /  Horacio Zeballos → nahradili je  Francisco Cabral /  Horacio Zeballos
- Jamie Murray /  Michael Venus → nahradili je  Sadio Doumbia /  Fabien Reboul
- Lorenzo Musetti /  Andrea Vavassori → nahradili je  Alexander Erler /  Lucas Miedler

## Přehled finále

### Mužská dvouhra
- Cameron Norrie vs.  Carlos Alcaraz, 5–7, 6–4, 7–5.

### Mužská čtyřhra
- Máximo González /  Andrés Molteni vs.  Juan Sebastián Cabal /  Marcelo Melo, 6–1, 7–6(7–3)